# Your Man
"Your Man" é uma canção gravada pelo cantor norte-americano de música country, Josh Turner. "Your Man" alcançou a primeira posição nas paradas Hot Country Songs da Billboard no começo de 2006, se tornando o primeiro hit número um da carreira de Turner. Foi lançado em agosto de 2005 como single principal e como faixa-título do álbum Your Man, de Turner. A canção foi certificada como Ouro pela Associação da Indústria Fonográfica dos Estados Unidos (RIAA) em 1 de janeiro de 2006 e como Prata em 10 de setembro de 2012. 1 307 000 de cópias foram vendidas nos Estados Unidos durante o ano de 2015.
Essa música ganhou o prêmio ASCAP (Sociedade Americana de Compositores, Autores e Editores) para os compositores Chris Stapleton e Chris DuBois, além do prêmio Broadcast Music Incorporated (BMI) para o compositor Jace Everett ao atingir a primeira posição.

## Desempenho nas paradas
| Paradas (2005–06)                            | Melhor posição |
| -------------------------------------------- | -------------- |
| Estados Unidos (Billboard Hot 100)           | 38             |
| Estados Unidos (Billboard Hot Country Songs) | 1              |

### Paradas de fim de ano
| Paradas (2006)               | Posição |
| ---------------------------- | ------- |
| US Country Songs (Billboard) | 21      |

| Precedido por "When I Get Where I'm Going", de Brad Paisley e Dolly Parton | Billboard Hot Country Songs single número um 11 de março de 2006 | Sucedido por "Living in Fast Forward", de Kenny Chesney |